# Ivan Reitman
Pour les articles homonymes, voir Reitman.
Ivan Reitman, est un réalisateur, scénariste et producteur canado-américano-tchécoslovaque, né le 27 octobre 1946 à Komárno, en (Tchécoslovaquie), et mort le 12 février 2022 à Montecito, (Californie, États-Unis).
Il est surtout connu pour son plus gros succès critique et commercial, la comédie fantastique SOS Fantômes (1984), ainsi que sa suite, SOS Fantômes 2 (1989).
Durant les années 1980-1990, il confirme au box-office en dirigeant Arnold Schwarzenegger dans trois comédies loufoques : Jumeaux (1988), Un flic à la maternelle (1990) et Junior (1994).
Il produit aussi d'autres comédies, comme Beethoven (1991) et sa suite, Beethoven 2 (1993).

## Biographie

### Jeunesse et débuts
Ivanco Reitman est né dans la ville de Komárno en Tchécoslovaquie (aujourd'hui en Slovaquie), le 27 octobre 1946, fils de Klara (Raab) et de Ladislav "Leslie" Reitman. Les deux parents de Reitman étaient juifs hongrois ;  sa mère a survécu au camp de concentration d'Auschwitz et son père était un résistant clandestin. Sa famille est arrivée au Canada en tant que réfugiée lorsque Reitman avait quatre ans.  Reitman a fréquenté l'Oakwood Collegiate à Toronto et a été membre du groupe de chant Twintone Four.[citation nécessaire] Il a fréquenté l'Université McMaster et a obtenu un baccalauréat en musique en 1969. À McMaster, il a produit et réalisé de nombreux courts métrages.

### Premiers pas artistiques
Après avoir remporté un prix de musique dans un concours inter-facultés, Ivan Reitman produit et réalise pendant ses études plusieurs courts métrages comme The Guitar Thing (1967), Orientation (1968) et Freak Film (1968) qui sont diffusés par la télévision locale.
Après ses études, il fonde une société de distribution spécialisée dans le cinéma non commercial.
Peu après, il entre à la télévision en tant que producteur, où il fait la connaissance de Dan Aykroyd, auquel il confie la présentation d'une émission intitulée Greed.

### Réalisateur de comédies indépendantes (années 1970)

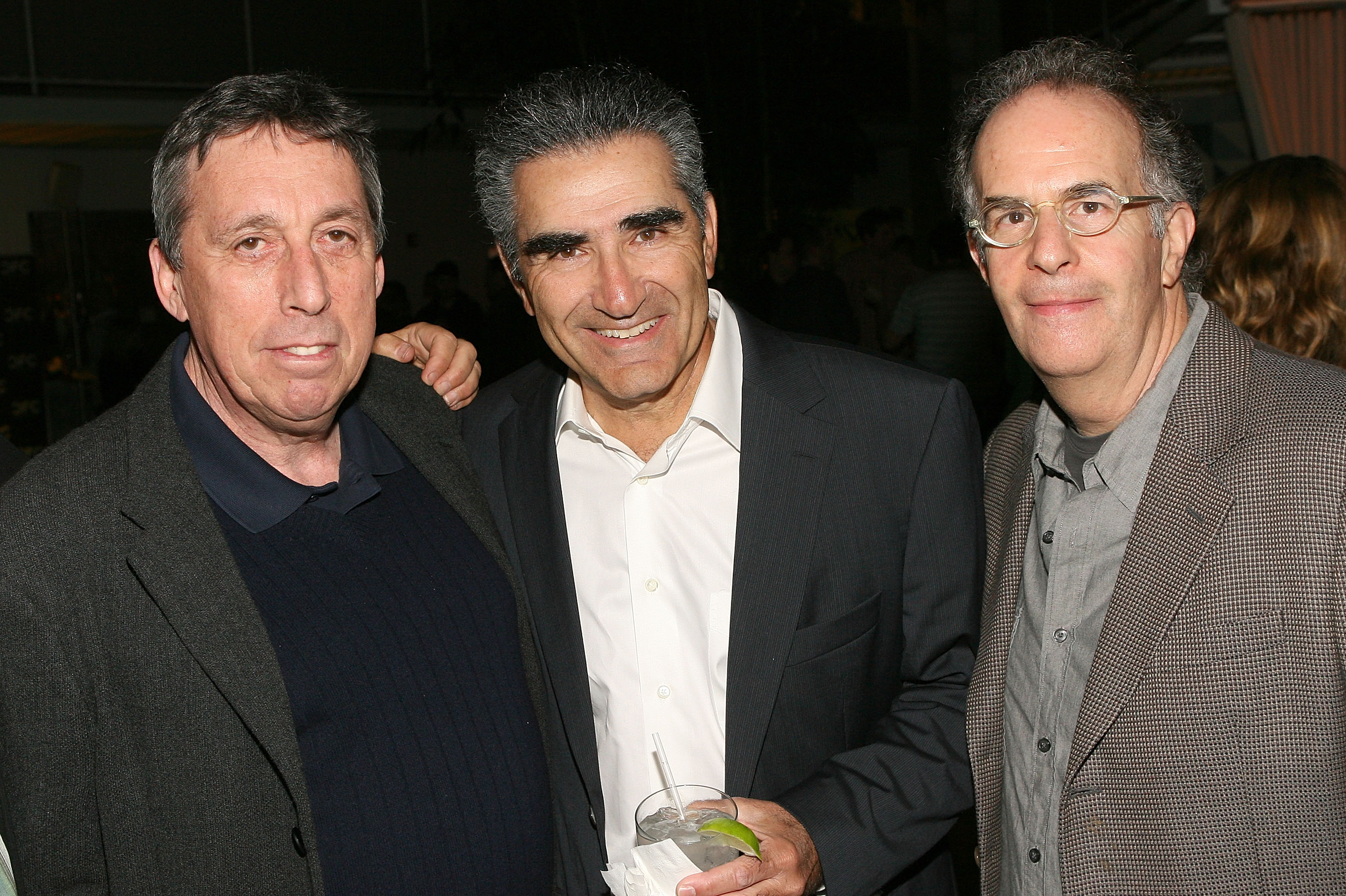
Ivan Reitman le 9 mars 2011 Eugene Levy et Daniel Goldberg, la star de son deuxième film Cannibal Girls, sorti presque quarante ans plus tôt.

Alors qu'il se lance dans la réalisation de son premier film, la comédie Foxy Lady, sortie en 1971, il produit plusieurs spectacles à Toronto, dont Spellbound, qui triomphe quelques années plus tard à Broadway sous le titre The Magic Show.
Il travaille ensuite pour le célèbre magazine satirique National Lampoon. Durant ces années, il réalise plusieurs longs-métrages : la comédie horrifique Cannibal Girls (1973), avec Eugene Levy et Andrea Martin, puis la potacherie Arrête de ramer, t'es sur le sable (1979) et la satire militaire Les Bleus (1981), toutes deux portées par Bill Murray. Parallèlement, il produit le futur film culte American College (National Lampoon's animal House) (1983), réalisé par John Landis, avec John Belushi. Le succès est fulgurant.

### Réalisateur et producteur à succès (années 1980-1990)

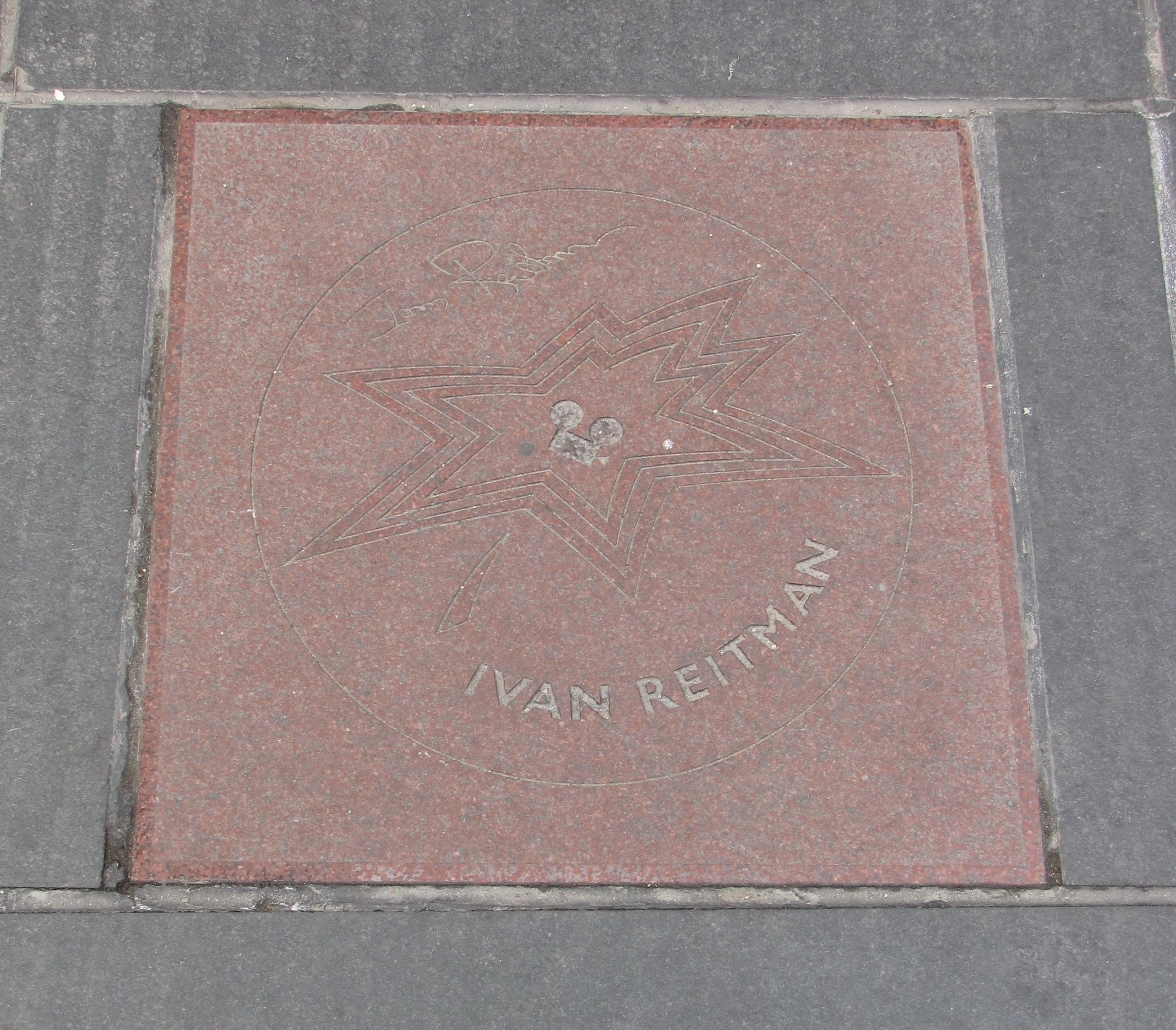
Son étoile au Canada's Walk of Fame.

Alors qu'Ivan Reitman produit et met en scène à Broadway, la comédie musicale Merlin, l'acteur et humoriste Dan Aykroyd lui fait parvenir un scénario dans lequel il est question de chasseurs de fantômes. Le réalisateur accepte le projet, qui devient SOS Fantômes. Le cinéaste complète la distribution avec ses compères Bill Murray, Harold Ramis et Rick Moranis. Sorti en 1984, le film est un carton critique et commercial, surtout sur le territoire américain.
Devenu un réalisateur convoité, il accepte d'abord de produire et réaliser un projet traditionnel, le drame L'Affaire Chelsea Deardon (1986), qui lui permet de diriger Robert Redford et Daryl Hannah. Les critiques sont très mitigées et le box-office décevant.
Il accepte alors de se cantonner à des comédies aux concepts improbables : il dirige Arnold Schwarzenegger à trois reprises : pour les comédies Jumeaux (1988), avec Danny DeVito, Un flic à la maternelle (1990) et Junior (1994). Des succès commerciaux aux États-Unis.
Dans un même temps, il retrouve ses comédiens de SOS Fantômes : Murray et sa bande pour la suite SOS Fantômes 2 (1989), qui rapporte la moitié du premier opus et convainc la moitié de la critique ; puis Sigourney Weaver pour la romance Président d'un jour (1993). Il dirige aussi deux valeurs sûres de la comédie américaine, Robin Williams et Billy Crystal, pour la comédie Drôles de pères (1997).
Parallèlement à ces différentes réalisations, il produit plusieurs comédies, souvent des succès plus importants que ses propres films : la potacherie Arrête ou ma mère va tirer ! (1992), les deux premiers Beethoven (1992-1993) et Space Jam (1996), avec Michael Jordan et Bugs Bunny.
Il conclut la décennie 1990 avec un flop, celui de la comédie d'aventures romantique Six jours, sept nuits (1998), portée par le tandem Harrison Ford et Anne Heche.

### Échecs et remakes/suites (années 2000-2010)

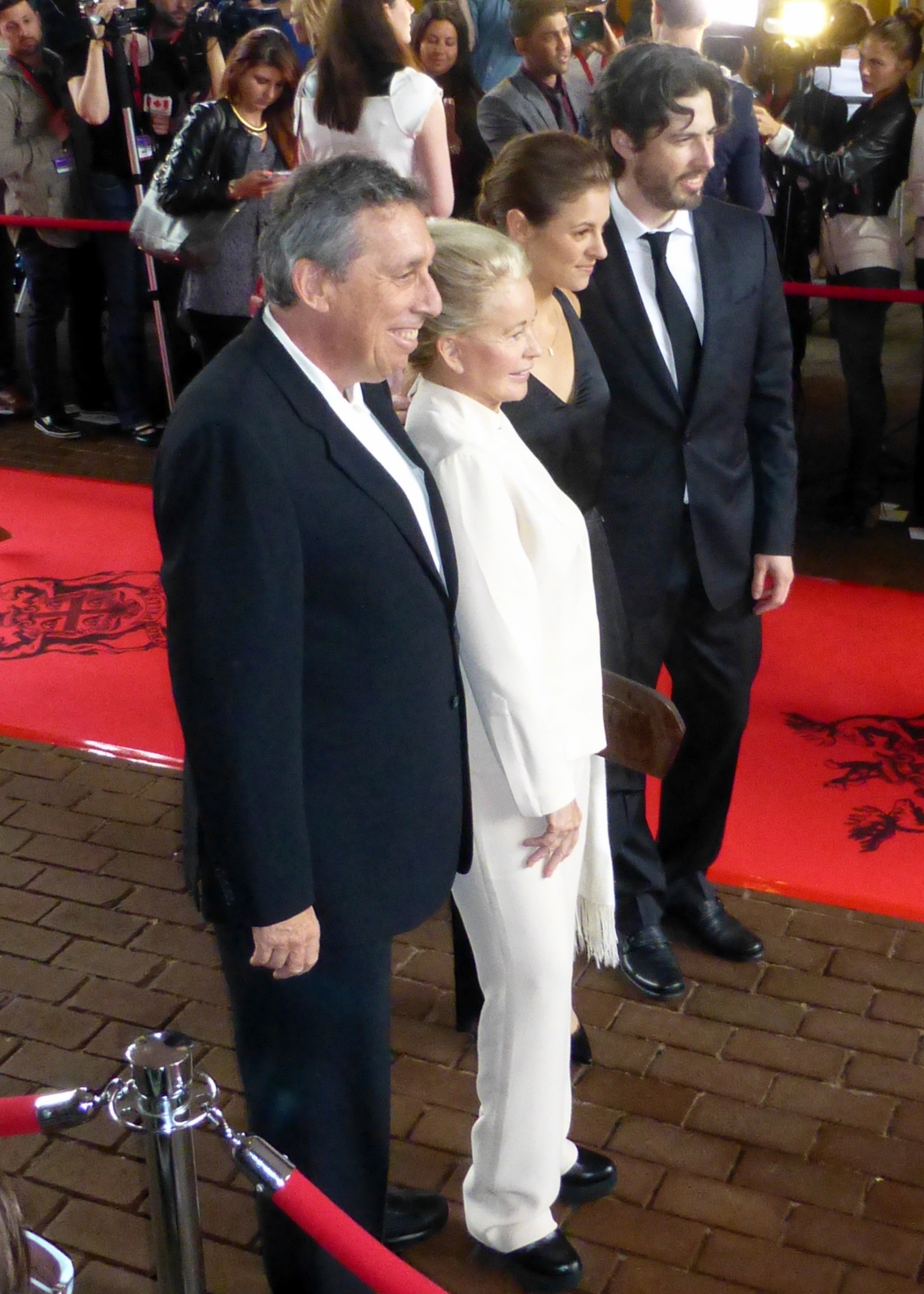
Ivan Reitman, son épouse et son fils Jason Reitman au TIFF 2013.

Durant les années 2000, Ivan Reitman revient au fantastique en mettant en scène David Duchovny en chasseur d'extra-terrestres dans la comédie Évolution (2001), puis imagine Uma Thurman en super-héroïne dans Ma super ex (2005), un échec. Il ne renoue avec le box-office qu'en acceptant un projet de commande, la comédie romantique Sex Friends (2011), avec Natalie Portman et Ashton Kutcher.
Il s'essaie trois ans plus tard au drame avec Le Pari, porté par Kevin Costner.
En 2006, il devient le producteur des remakes de la saga La Panthère rose.
En 2015, il produit le remake de SOS Fantômes (Ghostbusters). Puis la suite de ses propres films, réalisés par son propre fils, Jason Reitman. Parallèlement, il développe le projet Triplets, suite de Jumeaux, toujours avec le duo Arnold Schwarzenegger / Danny DeVito, complété de Eddie Murphy.

### Mort
Ivan Reitman meurt dans son sommeil le 12 février 2022 à Montecito en Californie, à l'âge de 75 ans. Il est inhumé au cimetière de Santa Barbara, municipalité en Californie.

### Famille
Ivan Reitman se marie avec l'actrice franco-québécoise Geneviève Roberts en 1976. Ils ont ensemble trois enfants : les actrices Caroline Reitman et Catherine Reitman, ainsi que le réalisateur Jason Reitman, dont il a produit les films Thank You for Smoking, Juno et In the Air.

## Filmographie

### Réalisateur

#### Courts métrages
- 1966 : Guitar Thing
- 1968 : Orientation
- 1968 : Freak Film

#### Longs métrages
- 1971 : Foxy Lady
- 1973 : Cannibal Girls
- 1979 : Arrête de ramer, t'es sur le sable (Meatballs)
- 1981 : Les Bleus (Stripes)
- 1984 : SOS Fantômes (Ghostbusters)
- 1986 : L'Affaire Chelsea Deardon (Legal Eagles)
- 1988 : Jumeaux (Twins)
- 1989 : SOS Fantômes 2 (Ghostbusters II)
- 1990 : Un flic à la maternelle (Kindergarten Cop)
- 1993 : Président d'un jour (Dave)
- 1994 : Junior
- 1997 : Drôles de pères (Fathers' Day)
- 1998 : Six jours, sept nuits (Six Days, Seven Nights)
- 2001 : Évolution (Evolution)
- 2005 : Ma super ex (My Super Ex-Girlfriend)
- 2011 : Sex Friends (No Strings Attached)
- 2014 : Le Pari (Draft Day)

### Scénariste
- 1973 : Cannibal Girls de lui-même

### Producteur
- 1974 : Frissons (Shivers ou The Parasite Murders) de David Cronenberg
- 1976 : Week-end sauvage (Death Weekend) de William Fruet
- 1977 : American College (National Lampoon's Animal House) de John Landis
- 1980 : Métal hurlant (Heavy Metal) de Gerard Potterton
- 1981 : Les Bleus (Stripes) de lui-même
- 1983 : Le Guerrier de l'espace : Aventures en zone interdite (Spacehunter: Adventures in the Forbidden Zone) de Lamont Johnson
- 1984 : SOS Fantômes  (Ghostbusters) de lui-même
- 1986 : L'Affaire Chelsea Deardon (Legal Eagles) de lui-même
- 1988 : Jumeaux (Twins) de lui-même
- 1989 : SOS Fantômes 2 (Ghostbusters II) de lui-même
- 1990 : Un flic à la maternelle (Kindergarten Cop) de lui-même
- 1992 : Arrête ou ma mère va tirer ! (Stop ! Or My Mom Will Shoot) de Roger Spottiswoode
- 1993 : Président d'un jour (Dave) de lui-même
- 1994 : Junior de lui-même
- 1996 : Space Jam de Joe Pytka
- 1996 : Parties intimes (Private Parts) de Betty Thomas
- 1997 : Drôles de pères (Fathers' Day) de lui-même
- 1997 : Commandements (Commandments) de Daniel Taplitz
- 1998 : Six jours, sept nuits (Six Days Seven Nights) de lui-même
- 2001 : Évolution (Evolution) de lui-même
- 2006 : La Panthère rose (The Pink Panther) de Shawn Levy
- 2009 : In the Air (Up in the Air) de Jason Reitman
- 2010 : Chloé (Chloe) d'Atom Egoyan
- 2013 : Hitchcock de Sacha Gervasi
- 2016 : SOS Fantômes (Ghostbusters) de Paul Feig
- 2016 : Bastards de Lawrence Sher
- 2017 : Baywatch : Alerte à Malibu (Baywatch) de Seth Gordon
- 2017 : Father Figures de Lawrence Sher
- 2021 : SOS Fantômes : L'Héritage (Ghostbusters: Afterlife) de Jason Reitman

### Producteur délégué
- 1977 : Rage (Rabid) de David Cronenberg
- 1991 : Beethoven de Brian Levant
- 1993 : Beethoven 2 (Beethoven's 2nd) de Rod Daniel
- 1994-1995 : Beethoven (série télévisée d'animation)
- 2000 : Road Trip de Todd Phillips
- 2002 : Feu de glace (Killing Me Softly) de Chen Kaige
- 2009 : I Love You, Man de John Hamburg
- 2020 : Marraine ou presque (Godmothered) de Sharon Maguire
- 2021 : Space Jam : Nouvelle ère (Space Jam: A New Legacy) de Malcolm D. Lee